# سيلينة مضغوطة
السيلينة المضغوطة (باللاتينية: Silene compacta) نوع نباتي يتبع جنس السيلينة من الفصيلة القرنفلية.

## الموئل والانتشار
موطنها بلاد الشام وتركيا ومعظم مناطق حوض البحر الأسود.

## مرادفات للاسم العلمي
- (باللاتينية: Silene hypanica)